# Clymène (conte)
Pour les articles homonymes, voir Clymène.
Clymène est un conte de Jean de La Fontaine situé dans la Troisième partie des Contes et nouvelles en vers, édité pour la première fois en 1671.

## Contexte
Ce texte, placé par La Fontaine à la fin de la troisième partie de ses Contes et nouvelles en vers, est sous-titré « Comédie » et précédé de l'avertissement suivant : « Il semblera d'abord au lecteur que la comédie que j'ajoute ici n'est pas en son lieu ; mais, s'il la veut lire jusqu'à la fin, il y trouvera un récit, non tout à fait tel que ceux de mes Contes, et aussi qui ne s'en éloigne pas tout à fait. Il n'y a aucune distribution de scènes, la chose n'étant pas faite pour être représentée. »
Il n'y a pas de certitude quant à la date de la composition de Clymène, qui est située entre 1658 et 1670 selon les auteurs.

## Personnages
- Apollon
- Clymène
- Acante
- Érato
- Uranie
- Polymnie
- Euterpe
- Terpsichore
- Melpomène
- Thalie
- Clio
- Calliope

## Texte
- Jean de la Fontaine, Œuvres complètes, t. 5, Garnier frères, 1885, p. 123-155 [lire en ligne]